# Würzburgs Beitritt zum ersten Rheinischen Städtebund
Würzburgs Beitritt zum ersten Rheinischen Städtebund lässt sich im November 1255, jedenfalls vor dem 12. März 1256, festmachen. Ziel des Beitritts zum  Bund war, die Stellung der Stadt im Hinblick auf die Auseinandersetzungen zwischen Bürgerschaft und dem damaligen Bischof zu stärken.

## Hintergrund
Ausschlaggebend für den Beitritt Würzburgs zum Rheinischen Städtebund waren vorrangig Auseinandersetzungen zwischen den Bürgern und dem damaligen Bischof der Stadt. Die ursprünglich königliche Stadt wandelte sich zu einer Bischofsstadt, indem königliche Herrschaftsrechte den Bischöfen übergeben wurden. Diesen Wandel und die völlige Abhängigkeit vom Bischof akzeptierten die Bürger nur schwer.   Die Würzburger Bürgerschaft erstrebte Mitte des 13. Jahrhunderts Autonomie und die Übernahme der Stadtherrschaft.
Im Jahre 1247 wechselte der Würzburger Bischof Hermann I. von Lobdeburg von der Seite des Kaisers Friedrich II.  auf die des Papstes Innozenz IV. und des Gegenkönigs Heinrich. Die stauferfreundliche Bürgerschaft blieb jedoch dem Kaiser treu. Die Zugehörigkeit zu zwei unterschiedlichen Lager führte zu heftigen Konflikten zwischen den Parteien.
Zusätzlich motivierte die Frage um den städtischen Haushalt die Auseinandersetzungen. Die Geistlichkeit war in Würzburg bis dato von den städtischen Lasten befreit. Dies sahen die Bürger als Angriffspunkt; der Klerus sollte auch Steuern zahlen. Im Verlauf des Streites hielten die Bürger die Zehntabgaben vor. Es folgten Drohungen mit Bann und Interdikt.
Die Konflikte wurden heftiger und blutiger. Bischof Hermann zog sich zum Schutz auf die Festung Marienberg zurück. Eine, von Micheal de Leone überlieferte, Erzählung verdeutlicht die Ausmaße der Streitigkeiten:
Im Jahre 1254 erfolgte ein heimlicher Bündnisschluss des Bischofs zur Abwehr der bürgerlichen Angriffe. Es kam zu einem Überraschungsangriff mithilfe des Adels, um Würzburg in seine Gewalt zu bringen. Die vorgewarnten Bürger nahmen bischöfliche Anhänger gefangen und töteten sie. Unter Zwang sollte der Bischof die Festung übergeben. Seinen Anhängern gelang die Befreiung und die Bürger mussten den Rücktritt antreten. 
Folgen aufgrund der Wut über diese Niederlage waren Plünderungen, Zerstörungen und Überfälle auf Geistliche. Das Hauptmotiv seitens der Bürger war fortan Rache.
Am 9. Januar 1254 erfolgte die Schließung eines weiteren geistlichen Bündnisses zur Gegenwehr: Keine Abhaltung öffentlicher Gottesdienste, keine Spende der Sakramente, keine kirchlichen Beerdigungen. Diese Maßnahmen führten zur Ernüchterung seitens der Bürger und es kam zur Einstellung der Gewalttätigkeiten.
Der Tod Bischofs Hermanns von Lobdeburg am 3. März 1254 führte nicht zur Lösung des Problems. Schon vor dem Tod des Bischofs hatte Papst Innozenz IV. im Falle der Vakanz des Bischofsstuhles die Neuwahl eines Nachfolgers untersagt und sich für Graf Heinrich von Leiningen ausgesprochen. Dieser war der Kanzler des vom Papst begünstigten Königs Wilhelm von Holland. Trotz eines Verbotes hielt das Domkapitel eine Neuwahl ab und stimmte einheitlich für Bischof Iring von Reinstein-Homburg. Im April wurde dieser vom Mainzer Metropoliten zum Priester und am Tag darauf, ohne die königliche Investitur erhalten zu haben, zum Bischof geweiht. Ungeachtet dessen hielten die Bürger zum durch den Papst auserkorenen Heinrich von Leiningen. Sie empfingen ihn zu Pfingsten 1255 in Würzburg, nachdem sie Bischof Iring aus der Stadt vertrieben hatten. Papst Innozenz IV. starb Ende des Jahres 1254 und sein Nachfolger Alexander IV. hielt sich nicht mehr an die Entscheidungen seines Vorgängers. Nachdem Bischof Iring seine Ansprüche persönlich vorgetragen hatte, entschied sich der Papst für diesen als Bischof von Würzburg. Die Reaktion der Bürger auf die Absetzung des Bischofs Heinrich war der Beitritt zum Rheinischen Städtebund, der noch während der Verhandlungen an der Kurie stattfand.

## Weiterer Verlauf
Bischof Iring wurde im Sommer 1256 ebenfalls Mitglied des Bundes. Ob aus freien Stücken heraus oder aufgrund der damaligen Politik des Bundes, jeden vom Frieden auszuschließen, der sich dem Bund nicht anschloss, ist nicht überliefert. Durch den Beitritts Irings erfolgte keine Verringerung der Spannungen zwischen ihm und den Bürgern.
Durch die Mitgliedschaft Irings im Rheinischen, wurde der von den Bürgern der Stadt Würzburg gewünschte Effekt, die Stellung der Stadt gegenüber dem Bischof zu stärken, nicht erreicht. Auch eine breitere Basis für die Handlungsfähigkeit der Bürger wurde nicht erzielt. Zwei päpstliche Privilegien, die die Stadt durch den Bund erlangte, sind jedoch zu erwähnen: Schutz vor bischöflichen Interdikten und vor Ladungen vor auswärtige Gerichte. Mehr Vorteile konnte der Bund den Bürgern aufgrund seiner baldigen Auflösung und aufgrund Irings Unterstützung durch benachbarte Territorialherren, nicht verschaffen.
Die Mitgliedschaft im rheinischen Städtebund hat Würzburg nur bedingt Vorteile verschafft, stellt auf lange Sicht gesehen aber einen wichtigen und wertvollen Schritt im Kampf um die bürgerliche Autonomie dar.